# Réda Zouani
Réda Zouani, né le 20 mai 1968 à Blida, est un footballeur international algérien qui évoluait au poste d'attaquant. Son frère, Billal Zouani, est également footballeur international.
Il compte 3 sélections en équipe nationale en 1994.

## Biographie
Il commence le football dans sa ville natale sous les couleurs de l'USM Blida. Il y connaît toutes les catégories juniors de 1978 à 1986 où il devient professionnel. Il joue professionnel pendant onze saisons. Il joue son premier match en senior, lors d'une rencontre de deuxième division face au club de le NRB Berrouaghia à l'extérieur avec l'entraîneur Farid Alili en 1986. Après une vingtaine d'années passées dans son club formateur, il joue une dernière saison sous les couleurs de l'USM Alger, avant de prendre sa retraite.
Réda Zouani devient international algérien en 1994. Il joue son premier match le 14 octobre contre le Soudan, et marque le seul but de son pays lors d'un match nul un partout.

## Palmarès
Il est finaliste de la coupe d'Algérie en 1996 avec l'USM Blida.

## Statistiques

### Sélection nationale d'Algérie
Le tableau suivant liste les rencontres de l'équipe d'Algérie auxquelles Réda Zouani a participé durant sa carrière.

### club
| Saison                | Club                  | Championnat           | Championnat | Championnat | Coupe nationale | Coupe nationale | Coupe de la Ligue | Coupe de la Ligue | Compétition(s) continentale(s) | Compétition(s) continentale(s) | Compétition(s) continentale(s) | Total | Total |
| Saison                | Club                  | Division              | M.          | B.          | M.              | B.              | M.                | B.                | Comp.                          | M.                             | B.                             | M.    | B.    |
| 1986-1987             | USM Blida             | 2                     | -           | -           | -               | -               | -                 | -                 | -                              | -                              | -                              | 0     | 0     |
| 1987-1988             | USM Blida             | 2                     | -           | -           | -               | -               | -                 | -                 | -                              | -                              | -                              | 0     | 0     |
| 1988-1989             | O Médéa               | 2                     | -           | 1           | -               | -               | -                 | -                 | -                              | -                              | -                              | 0     | 1     |
| 1989-1990             | O Médéa               | 2                     | -           | -           | -               | -               | -                 | -                 | -                              | -                              | -                              | 0     | 0     |
| 1990-1991             | USM Blida             | 2                     | -           | 6           | -               | -               | -                 | -                 | -                              | -                              | -                              | 0     | 6     |
| 1991-1992             | USM Blida             | 2                     | -           | 7           | -               | -               | -                 | -                 | -                              | -                              | -                              | 0     | 7     |
| 1992-1993             | USM Blida             | 1                     | -           | 4           | -               | -               | -                 | -                 | -                              | -                              | -                              | 0     | 4     |
| 1993-1994             | USM Blida             | 1                     | -           | 6           | -               | -               | -                 | -                 | -                              | -                              | -                              | 0     | 6     |
| 1994-1995             | USM Blida             | 1                     | -           | 4           | -               | -               | -                 | -                 | -                              | -                              | -                              | 0     | 4     |
| 1995-1996             | USM Blida             | 1                     | -           | 3           | -               | 4               | -                 | -                 | -                              | -                              | -                              | 0     | 7     |
| 1996-1997             | USM Blida             | 2                     | -           | 6           | 5               | 3               | -                 | -                 | C.Arabe                        | 2                              | 1                              | 7     | 10    |
| 1997-1998             | USM Alger             | 1                     | 14          | 3           | 3               | 0               | 4                 | 1                 | C3                             | 3                              | 1                              | 24    | 5     |
| 1998-1999             | CS Constantine        | 1                     | -           | 5           | 1               | 1               | -                 | -                 | -                              | -                              | -                              | 1     | 6     |
| 1999-2000             | JSM Béjaia            | 1                     | -           | 2           | 1               | 0               | -                 | -                 | -                              | -                              | -                              | 1     | 2     |
| 2000-2001             | RC Kouba              | 2                     | -           | -           | -               | -               | -                 | -                 | -                              | -                              | -                              | 0     | 0     |
| 2001-2002             | Drapeau de l'Algérie  | -                     | -           | -           | -               | -               | -                 | -                 | -                              | -                              | -                              | 0     | 0     |
| 2002-2003             | MC Bouira             | 3                     | -           | -           | -               | 2               | -                 | -                 | -                              | -                              | -                              | 0     | 2     |
| Total sur la carrière | Total sur la carrière | Total sur la carrière | +200        | 50          | 8               | 10              | 4                 | 1                 | -                              | 5                              | 2                              | 217   | 63    |